# 愛爾蘭足球甲級聯賽
愛爾蘭足球甲級聯賽（英語：League of Ireland First Division）是愛爾蘭共和國的第二級別足球聯賽，僅次於愛爾蘭足球超級聯賽。愛爾蘭足球甲級聯賽創建於1985年，共有8支球隊參加比賽。每個賽季的第一名可以升級至愛爾蘭足球超級聯賽，第二名和第三名則需要參加升級附加賽。